# Neotoxura discoidalis
Neotoxura discoidalis är en tvåvingeart som först beskrevs av Mario Bezzi 1929.  Neotoxura discoidalis ingår i släktet Neotoxura och familjen Pyrgotidae. Inga underarter finns listade i Catalogue of Life.